# Геометрия Галуа

Плоскость Фано, Проективная плоскость над полем из двух элементов, один из самых простых объектов геометрии Галуа.

Геометрия Галуа (названа именем французского математика 19-го века Эвариста Галуа) — это раздел конечной геометрии, рассматривающий алгебраическую и аналитическую геометрию над конечными полями (или полями Галуа). В более узком смысле  геометрию Галуа можно определить как проективное пространство над конечным полем.

## Введение
Объектами изучения служат векторные пространства, аффинные и проективные пространства над конечными полями и различные структуры, содержащихся в них. В частности, дуги, овалы, гиперовалы, униталы, блокирующие множества, овалы, многообразия и другие конечные аналоги структур, имеющихся в бесконечных геометриях.
Джордж Конуэлл продемонстрировал геометрию Галуа в 1910, когда описывал решение задачи Киркмана о школьницах как разбиение множества скрещивающихся прямых в PG(3,2), трёхмерной	 проективной геометрии над полем Галуа GF(2).
Подобно методам геометрии прямых в пространстве над полем с характеристикой 0, Конуэлл использовал плюккеровы координаты в PG(5,2) и отождествил точки, представляющие прямые в PG(3,2) с точками, лежащими на квадрике Кляйна.
В 1955 году Беньямино Сегре описал овалы для нечётных q. Теорема Сегре утверждает, что в геометрии Галуа нечётного порядка (проективная плоскость, определённая над конечным полем с нечётной характеристикой) любой овал является коническим сечением. На  Международном конгрессе математиков 1958 года Сегре представил обзор имеющихся на то время результатов в геометрии Галуа.
{\displaystyle q} называется порядком конечной проективной плоскости, такой, что каждая точка (прямая), и число точек равняется числу прямых, {\displaystyle q^{2}+q+1.} Например, при {\displaystyle q=1} проективная плоскость - треугольник. Плоскости Галуа являются конечными проективными плоскостями, для которых справедлива теорема Дезарга. Для конечной проективной плоскости {\displaystyle \Pi } определяется несколько когерентных конфигураций. Схема, содержащая их, определяется на множестве {\displaystyle V^{2},} где {\displaystyle V} - множество элементов (точек и прямых) конечной проективной плоскости {\displaystyle \Pi ,} и в случае дезарговости расширяется до схемы, соответствующей покомпонентному действию группы {\displaystyle \mathrm {Aut} (\Pi )} на {\displaystyle V^{2}.} 